# Novembre 1789

## Événements

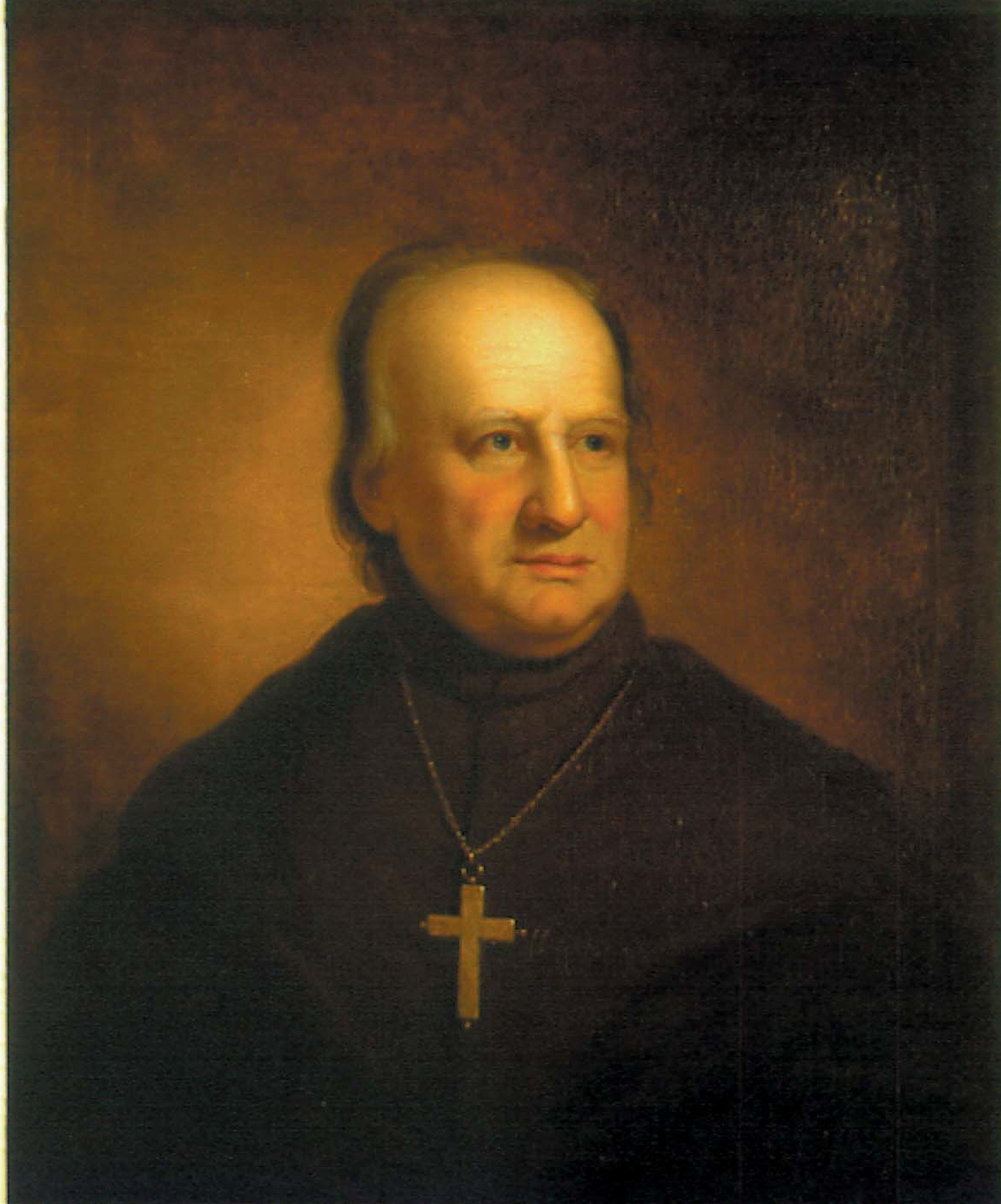
Portrait de John Carroll, premier évêque catholique aux États-Unis

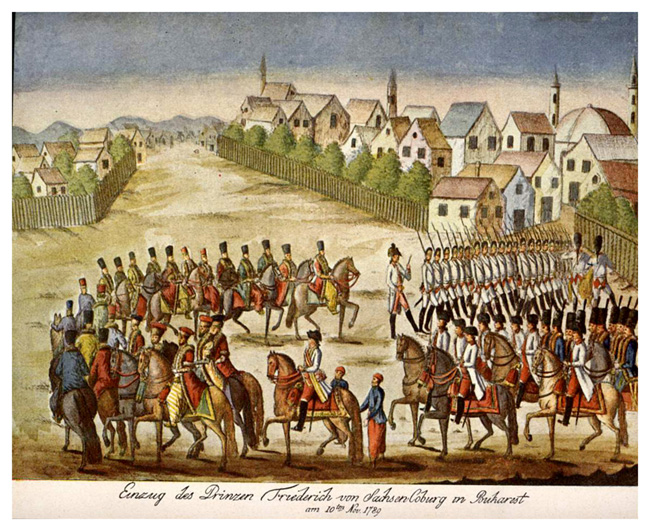
10 novembre : Cobourg occupe Bucarest

13 novembre : combat dans les rues de Gand.

- 2 novembre, France : nationalisation des biens du clergé catholique, mis à la disposition de la Nation[1].
- 6 novembre : John Carroll est confirmé comme le premier évêque catholique aux États-Unis après avoir été élu par le clergé local en avril de cette même année. Il sera ordonné évêque le 15 août 1790, il est chargé du diocèse de Baltimore.
- 7 novembre, France : interdiction aux députés de devenir ministre.
- 10 novembre : Cobourg occupe Bucarest[2].
- 13 novembre : les Patriotes brabançons entrent à Gand où la population se soulève ; les troupes autrichiennes du général d’Arberg évacuent la citadelle la nuit du 16 au 17 novembre[3]. Cet épisode est connu sous le nom des « Quatre journées de Gand ».
- 14 novembre : Potemkine prend la forteresse de Bender (ru)[4].
- 20 novembre, États-Unis : le New Jersey est le premier état à ratifier la Déclaration des Droits.
- 21 novembre :
  - La Caroline du Nord ratifie la Constitution des États-Unis et devient le douzième État des États-Unis.
  - Stanislas de Clermont-Tonnerre (° 1757- † 1792), député de la noblesse de la prévôté et de la vicomté de Paris, tente un tour de force juridique, en essayant de faire adopter, sans motion, la question de l'accès des Juifs aux emplois publics, maintes fois repoussée. Mais cette manœuvre habile, qui aurait permis aux Juifs d'obtenir leur première émancipation, échoua.
- 24 novembre : formation en Pologne d’une union des villes sur l’initiative de Jean Dekert (en), le maire de Varsovie, réunissant 141 villes royales[5].
- 25 novembre, Australie : le gouverneur de Nouvelle-Galles du Sud Arthur Phillip capture deux survivants aborigènes de l’épidémie de variole, Bennelong et Colbee, pour entrer en contact amical avec eux. Bennelong sera emmené en Grande-Bretagne en 1793[6].
  - Les aborigènes s’étonnent de l’attitude des colons, qui dédaignent le poisson frais pour manger de la morue salée importée, se refusent à manger du kangourou, importent des renards de Grande-Bretagne pour les chasser sans l’intention de les manger. Ils sont horrifiés par la brutalité avec laquelle les Blancs se traitent les uns les autres à Port Jackson et par leur mépris de l’environnement. Même s’ils ne s’intéressent pas au commerce, ils convoitent vite certains objets (couteaux et haches en acier) et denrées (tabac, farine, thé, sucre, alcool), qui vont bouleverser leurs structures sociales traditionnelles. Les aborigènes pensent tout d’abord que ces hommes à peau blanche sont leurs ancêtres venus leur rendre visite, mais ils se rendent vite compte des intentions des envahisseurs, qui veulent leur prendre leurs meilleures terres. Les colons ne comprennent pas leurs valeurs et leur organisation sociale complexe.
- 26 novembre : on observe un jour national de Thanksgiving aux États-Unis.
- 28 novembre, France : le docteur Joseph Guillotin présente aux députés de l'Assemblée Constituante une nouvelle machine servant à exécuter les condamnés à mort. L'engin, mis au point en collaboration avec le chirurgien Antoine Louis, est selon ses inventeurs le moyen « le plus sûr, le plus rapide et le moins barbare » pour réaliser une exécution capitale. Il sera d'abord appelé « Louison » ou « Louisette » (en référence au prénom du roi), mais très vite les parlementaires et les journalistes lui donneront le nom de « guillotine » en souvenir du nom de son créateur.
- 30 novembre : la Corse est définitivement rattachée à la France.

## Naissances
- 3 novembre :Charles-Frédéric Soehnée, peintre français († 3 juin 1853).
- 21 novembre : Cesare Balbo, homme politique et écrivain italien († 3 juin 1853).